# Hadria conciliata
Hadria conciliata är en insektsart som först beskrevs av Metcalf et Bruner 1936.  Hadria conciliata ingår i släktet Hadria och familjen dvärgstritar. Inga underarter finns listade i Catalogue of Life.